# ویلیام ای پیلز
ویلیام ای پیلز (به انگلیسی: William A. Pailes) فضانورد اهل کشور ایالات متحده آمریکا است که در ۲۶ ژوئن ۱۹۵۲ میلادی در هکنساک، نیوجرسی زاده شد. وی در مأموریت اس‌تی‌اس-۵۱-جی حضور داشته است.